# Koppány Gizella
Koppány Gizella (Baranyai Lászlóné) (Budapest, 1944. november 4. –) magyar textilművész, jelmeztervező.

## Életpályája
1977-ben diplomázott a Magyar Iparművészeti Főiskola textiltervező szakán. 1980–1988 között Király Tamással együtt működtette a New Art Stúdió nevű "punk butikot".
Babakészítéssel is foglalkozott.

## Kiállításai
- 1977 Lipcse
- 1978-1979 Budapest
- 1982 Szombathely
- 1996, 1998, 2000 Berlin
- 1997 Düsseldorf, Zürich

## Színházi jelmeztervei
- Ibsen: A tenger asszony (1979)[2]
- Vian: Birodalomépítők avagy a Smürc (1980)[3]
- Bernstein: West Side Story (1982)[4]
- Majakovszkij: Gőzfürdő (1985)
- Kern András: Ragyogj, ragyogj, csillagom! (1985)
- Vinnai András: Pizzicato (2007)

## Filmjes jelmeztervezései
- A diótörő (1962) (színész)
- Nárcisz és Psyché (1980)
- Utolsó előtti ítélet (1980)
- Megáll az idő (1982)
- Eszkimó asszony fázik (1984)
- Szirmok, virágok, koszorúk (1985)
- Laurin (1989)
- Balra a nap nyugszik (2000)
- Rózsadomb (2004)
- Szuromberek királyfi (2007)
- Napszúrás (2009)
- Csillagszedő Márió (2009)

## Díjai
- Népművészet Ifjú Mestere díj (1970)[5]